# Wilhelm (Aumale)
Wilhelm der Dicke († 20. Juli 1179) war der letzte französische Graf von Aumale aus dem Haus Blois; gleichzeitig war er unter König Stephan von England der letzte Earl of York. Er war ein Sohn des Grafen Stephan von Aumale und der Hedwig.
1138 war Wilhelm einer der Anführer des englischen Heeres in der Standartenschlacht gegen die Schotten. Seine Burg in Scarborough wurde vom englischen König Heinrich II. geschleift, weil sie während der Regierungszeit seines Vorgängers Stephan ohne Erlaubnis errichtet worden war. Während des Aufstandes des Königssohnes Heinrich des Jüngeren im Jahr 1173 blieb Wilhelm dem König Heinrich II. treu und verteidigte für diesen die Normandie. Dabei wurde er allerdings um den 29. Juni 1173 von dem angreifenden Grafen Philipp von Flandern gefangen genommen. Nach seinem Tod wurde er in der Abtei von Thornton bestattet.
Wilhelm heiratete Cecily FitzDuncan, † vor 1190, Tochter von William FitzDuncan, Earl of Moray und unehelicher Sohn des schottischen Königs Duncan II.; das Paar hatte eine Tochter:
- Hawise († 11. März 1214); ⚭ I) 14. Januar 1180 William de Mandeville, 3. Earl of Essex († 14. November 1189); ⚭ II) nach 2. Juli 1190 Guillaume de Forz († 1195); ⚭ III) Baudouin de Béthune, Herr von Chocques († 13. Oktober 1211)